# Ludovic Soares
Ludovic Soares (Thonon-les-Bains, 8 maggio 1994) è un calciatore francese naturalizzato capoverdiano, difensore del Foron e della nazionale capoverdiana.

## Carriera

### Club
Nato in Francia da una famiglia di origini capoverdiane, è cresciuto nel settore giovanile dell'Évian TG, con cui ha esordito in prima squadra il 31 luglio 2015, in occasione dell'incontro di Ligue 2 pareggiato per 0-0 sul campo del Nîmes. Conclude la sua prima stagione tra i professionisti con 30 presenze tra campionato e coppe. Nel 2016 viene acquistato dal Red Star, sempre in seconda divisione, dove però gioca soltanto un incontro nella coppa nazionale. L'anno successivo si trasferisce al Clermont Foot, anch'esso militante in seconda divisione, dove in due stagioni totalizza 12 presenze tra campionato e Coppa di Lega. Nel 2019, scende di categoria e va a giocare al Laval, in terza divisione. Tuttavia, nel gennaio 2021 rimane svincolato. In estate viene ingaggiato dallo Slavia Sofia, formazione della massima divisione bulgara.

### Nazionale
Il 23 marzo 2022 debutta con la nazionale capoverdiana in un amichevole vinta per 0-2 contro la Guadalupa.

## Statistiche

### Presenze e reti nei club
Statistiche aggiornate al 28 agosto 2022.
| Stagione               | Squadra                | Campionato             | Campionato | Campionato | Coppe nazionali | Coppe nazionali | Coppe nazionali | Coppe continentali | Coppe continentali | Coppe continentali | Altre coppe | Altre coppe | Altre coppe | Totale | Totale |
| Stagione               | Squadra                | Comp                   | Pres       | Reti       | Comp            | Pres            | Reti            | Comp               | Pres               | Reti               | Comp        | Pres        | Reti        | Pres   | Reti   |
| ---------------------- | ---------------------- | ---------------------- | ---------- | ---------- | --------------- | --------------- | --------------- | ------------------ | ------------------ | ------------------ | ----------- | ----------- | ----------- | ------ | ------ |
| 2013-2014              | Évian TG 2             | CFA2                   | 14         | 0          |                 | -               | -               |                    | -                  | -                  |             | -           | -           | 14     | 0      |
| 2014-2015              | Évian TG 2             | CFA2                   | 22         | 2          |                 | -               | -               |                    | -                  | -                  |             | -           | -           | 22     | 2      |
| 2015-2016              | Évian TG 2             | CFA2                   | 5          | 0          |                 | -               | -               |                    | -                  | -                  |             | -           | -           | 5      | 0      |
| Totale Évian TG 2      | Totale Évian TG 2      | Totale Évian TG 2      | 41         | 2          |                 | -               | -               |                    | -                  | -                  |             | -           | -           | 41     | 2      |
| 2015-2016              | Évian TG               | L2                     | 25         | 0          | CF+CdL          | 3+2             | 0               |                    | -                  | -                  |             | -           | -           | 30     | 0      |
| 2016-2017              | Red Star               | L2                     | 0          | 0          | CF+CdL          | 1+0             | 0               |                    | -                  | -                  |             | -           | -           | 1      | 0      |
| 2017-2018              | Clermont Foot 2        | N3                     | 15         | 1          |                 | -               | -               |                    | -                  | -                  |             | -           | -           | 15     | 1      |
| 2018-2019              | Clermont Foot 2        | N3                     | 5          | 1          |                 | -               | -               |                    | -                  | -                  |             | -           | -           | 5      | 1      |
| Totale Clermont Foot 2 | Totale Clermont Foot 2 | Totale Clermont Foot 2 | 20         | 2          |                 | -               | -               |                    | -                  | -                  |             | -           | -           | 20     | 2      |
| 2017-2018              | Clermont Foot          | L2                     | 1          | 0          | CF+CdL          | 0+1             | 0               |                    | -                  | -                  |             | -           | -           | 2      | 0      |
| 2018-2019              | Clermont Foot          | L2                     | 9          | 0          | CF+CdL          | 0+1             | 0               |                    | -                  | -                  |             | -           | -           | 10     | 0      |
| Totale Clermont Foot   | Totale Clermont Foot   | Totale Clermont Foot   | 10         | 0          |                 | 2               | 0               |                    | -                  | -                  |             | -           | -           | 12     | 0      |
| 2019-2020              | Laval 2                | N3                     | 3          | 0          |                 | -               | -               |                    | -                  | -                  |             | -           | -           | 3      | 0      |
| 2020-gen. 2021         | Laval 2                | N3                     | 2          | 0          |                 | -               | -               |                    | -                  | -                  |             | -           | -           | 2      | 0      |
| Totale Laval 2         | Totale Laval 2         | Totale Laval 2         | 5          | 0          |                 | -               | -               |                    | -                  | -                  |             | -           | -           | 5      | 0      |
| 2019-2020              | Laval                  | N                      | 18         | 0          | CF              | 1               | 0               |                    | -                  | -                  |             | -           | -           | 19     | 0      |
| 2020-gen. 2021         | Laval                  | N                      | 0          | 0          | CF              | 0               | 0               |                    | -                  | -                  |             | -           | -           | 0      | 0      |
| Totale Laval           | Totale Laval           | Totale Laval           | 18         | 0          |                 | 1               | 0               |                    | -                  | -                  |             | -           | -           | 19     | 0      |
| 2021-2022              | Slavia Sofia           | 1L                     | 15+5       | 1+0        | CB              | 3               | 0               |                    | -                  | -                  |             | -           | -           | 23     | 1      |
| 2022-2023              | Slavia Sofia           | 1L                     | 5          | 0          | CB              | 0               | 0               |                    | -                  | -                  |             | -           | -           | 5      | 0      |
| Totale carriera        | Totale carriera        | Totale carriera        | 144        | 5          |                 | 12              | 0               |                    | -                  | -                  |             | -           | -           | 156    | 5      |

### Cronologia presenze e reti in nazionale
| Cronologia completa delle presenze e delle reti in nazionale ― Capo Verde | Cronologia completa delle presenze e delle reti in nazionale ― Capo Verde | Cronologia completa delle presenze e delle reti in nazionale ― Capo Verde | Cronologia completa delle presenze e delle reti in nazionale ― Capo Verde | Cronologia completa delle presenze e delle reti in nazionale ― Capo Verde | Cronologia completa delle presenze e delle reti in nazionale ― Capo Verde | Cronologia completa delle presenze e delle reti in nazionale ― Capo Verde | Cronologia completa delle presenze e delle reti in nazionale ― Capo Verde |
| Data                                                                      | Città                                                                     | In casa                                                                   | Risultato                                                                 | Ospiti                                                                    | Competizione                                                              | Reti                                                                      | Note                                                                      |
| ------------------------------------------------------------------------- | ------------------------------------------------------------------------- | ------------------------------------------------------------------------- | ------------------------------------------------------------------------- | ------------------------------------------------------------------------- | ------------------------------------------------------------------------- | ------------------------------------------------------------------------- | ------------------------------------------------------------------------- |
| 23-3-2022                                                                 | Orléans                                                                   | Guadalupa                                                                 | 0 – 2                                                                     | Capo Verde                                                                | Amichevole                                                                | -                                                                         |                                                                           |
| 28-3-2022                                                                 | San Pedro del Pinatar                                                     | San Marino                                                                | 0 – 2                                                                     | Capo Verde                                                                | Amichevole                                                                | -                                                                         |                                                                           |
| 11-6-2022                                                                 | Fort Lauderdale                                                           | Ecuador                                                                   | 1 – 0                                                                     | Capo Verde                                                                | Amichevole                                                                | -                                                                         | 46’                                                                       |
| Totale                                                                    |                                                                           | Presenze                                                                  | 3                                                                         |                                                                           | Reti                                                                      | 0                                                                         |                                                                           |